# Barbolica
Barbolica je přírodní rezervace v oblasti Slovenský ráj.
Nachází se v katastrálním území obce Vernár v okrese Poprad v Prešovském kraji. Území bylo vyhlášeno či novelizováno v roce 1988 na rozloze 11,97 ha. Ochranné pásmo nebylo stanoveno.